# فيتيوس فالينز
فيتيوس فالنس (120 - حوالي 175) كان منجمًا يونانيًا [الإنجليزية] في القرن الثاني، وهو معاصر أصغر سنًا إلى حد ما لكلاوديوس بطليموس.
العمل الرئيس لفالنس هو مختارات (الليتوانية: Anthologia) من عشرة مجلدات باللغة اليونانية كتبت تقريبًا خلال الفترة من 150 إلى 175. تعتبر المختارات أطول وأكثر أطروحة تفصيلية في علم التنجيم والتي نجت من تلك الفترة. باعتباره منجمًا محترفًا يعمل، يضم فالينز أكثر من مائة مخطط نموذجي من ملفات قضاياه في مختاراته.

## الحياة
على الرغم من أنه كان في الأصل من سكان أنطاكية، إلا أنه يبدو أنه سافر على نطاق واسع في مصر بحثًا عن عقائد فلكية محددة لدعم ممارسته. في ذلك الوقت كانت الإسكندرية لا تزال موطنًا لعدد من المنجمين من التقاليد البابلية واليونانية [الإنجليزية] والمصرية القديمة. وقد نشر الكثير مما تعلمه من التقاليد ومن خلال ممارسته في مختاراته ، التي كتبها بأسلوب جذاب وتعليمي. وبالتالي، فإن هذه المختارات ذات قيمة كبيرة في تجميع تقنيات العمل الفعلية في ذلك الوقت.
يزعم فيتيوس أن مصدر المعرفة الفلكية المصرية والفينيقية كان النبي إبراهيم.
يعد عمل فالنس مهمًا أيضًا لأنه يستشهد بآراء عدد من المؤلفين والسلطات السابقة، مثل تيوسر البابلي [الإنجليزية]، الذي لولا ذلك لما كان معروفًا. إن أجزاء من الأعمال المنسوبة إلى الفرعون المزعوم نشيبسو والكاهن الأعظم بيتوسيريس [الإنجليزية]، المؤلفين الزائفين للكتابات من القرن الثاني قبل الميلاد، نجت بشكل رئيسي من خلال الاقتباسات المباشرة في عمل فالنس.
تعود جميع المخطوطات الثلاث الموجودة في المختارات إلى عام 1300 أو بعد ذلك. ومع ذلك، يبدو النص موثوقًا به وكاملًا إلى حدٍ ما، على الرغم من عدم تنظيمه في بعض الأماكن.
على الرغم من أن بطليموس، عالم الفلك والرياضيات والمنجم في الإسكندرية القديمة ومؤلف كتاب المقالات الأربع (النص الفلكي الأكثر تأثيرًا على الإطلاق)، كان يُنظر إليه عمومًا باعتباره عملاق علم التنجيم في الفترة الهلنستية في القرون العديدة التي تلت وفاته، فمن المرجح أن علم التنجيم العملي الفعلي في تلك الفترة كان يشبه الأساليب التي تم وضعها في مختارات فالنس. يميل العلماء المعاصرون إلى موازنة الرجلين، حيث كان كلاهما معاصرين تقريبًا ويعيشان في الإسكندرية؛ ومع ذلك، فقد عمل فالنس على تطوير التقنيات الأكثر عملية التي نشأت من التقاليد القديمة، في حين كان بطليموس، العالم إلى حد كبير، يميل إلى التركيز بشكل أكبر على إنشاء نموذج متسق نظريًا يعتمد على إطاره السببي الأرسطي. ومن ثم فإن التوازن الذي توفره مختارات فالنس مفيد للغاية. لم يساهم أي مؤلف هيلينستي آخر بقدر ما ساهم في فهمنا للأساليب الفلكية العملية اليومية في العصر الروماني المبكر/الهلنستي المتأخر.[بحاجة لمصدر]

## ملحوظات
1. ↑  مذكور في: National Library of Israel Names and Subjects Authority File. مُعرِّف المكتبة القومية في إسرائيل (J9U): 987007269681005171. الوصول: 3 يناير 2025. لغة العمل أو لغة الاسم: العبرية.
2. ↑  مذكور في: IdRef. مُعرِّف النظام الجامعي للتوثيق (IdRef): 028851315. الوصول: 2 مايو 2020. الناشر: وكالة الفهرسة للتعليم العالي. لغة العمل أو لغة الاسم: الفرنسية.
3. ↑  مُعرِّف "كُونُور" (CONOR): 73825123. مذكور في: CONOR.SI.
4. ↑  Fuss، Abraham M. (1994). "The Study of Science and Philosophy Justified by Jewish Tradition". The Torah U-Madda Journal. ج. 5: 101–114. ISSN:1050-4745. JSTOR:40914819. مؤرشف من الأصل في 2025-05-07.
5. ↑  M. Riley, "A survey of Vettius Valens", 1996, p. 21 نسخة محفوظة 2025-03-28 على موقع واي باك مشين.
6. ↑  Riley, Mark. 1987. “Theoretical and Practical Astrology: Ptolemy and His Colleagues,” Transactions of the American Philological Association. 117: 235-256.

## روابط خارجية
- مسودة ترجمة مارك رايلي للمختارات ، 2010. انظر أيضًا موقع مارك رايلي للحصول على شرح للاختصارات وما إلى ذلك.
- قسم عن فالنس في مقالة موسوعة الفلسفة على الإنترنت
- مشروع الرؤية إلى الماضي - حول فيتيوس فالينز ومعاصريه
- مشروع الترجمة فيتيوس فالنس